# Sofia Vassilieva
Sofia Vassilieva, född 22 oktober 1992 i Minneapolis, Minnesota, är en amerikansk skådespelare. Hon är enda dotter till ryska immigranter och upptäcktes redan i sjuårsåldern vid en professionell modell- och talangorganisation i New York för sin karisma och personlighet. 
Vassilieva har bland annat medverkat i TV-serierna Medium (2005–2011) och Looking for Alaska från 2019. Hon har även medverkat i filmerna Allt för min syster från 2009 och 13 Minutes från 2021.

## Filmografi (i urval)
- 2005–2011: Medium
- 2009: Allt för min syster
- 2019: Looking for Alaska
- 2021: 13 Minutes
- 2022: Lissa's Trip
- 2025 – Duster (TV-serie)